# The Herd
| Críticas profissionais | Críticas profissionais |
| Avaliações da crítica  | Avaliações da crítica  |
| Fonte                  | Avaliação              |
| ---------------------- | ---------------------- |
| All Music              | [ 1 ]                  |

The Herd é o oitavo álbum de estúdio da banda de punk rock Wipers, lançado em 1996 pela Tim/Kerr. O álbum foi escrito, produzido e gravado por Greg em seu próprio Zeno Studios, em Phoenix, Arizona.

## Lista de faixas
Todas as faixas foram escritas por Greg Sage.
| N.º            | Título                  | Duração |  |
| 1.             | "Psychic Vampire"       | 3:42    |  |
| 2.             | "No Place Safe"         | 4:02    |  |
| 3.             | "Last Chance"           | 3:25    |  |
| 4.             | "Wind the Clock Slowly" | 3:28    |  |
| 5.             | "The Herd"              | 4:01    |  |
| 6.             | "Stormy"                | 3:14    |  |
| 7.             | "Green Light Legion"    | 3:14    |  |
| 8.             | "Sinking as a Stone"    | 4:08    |  |
| 9.             | "Sunrise"               | 3:17    |  |
| 10.            | "Defiant"               | 3:38    |  |
| 11.            | "Resist"                | 3:28    |  |
| 12.            | "Insane"                | 3:03    |  |
| Duração total: | Duração total:          | 42:40   |  |